# (10475) Maxpoilâne
(10475) Maxpoilâne est un astéroïde de la ceinture principale.

## Description
(10475) Maxpoilâne est un astéroïde de la ceinture principale. Il fut découvert le 1er mars 1981 à l'Observatoire de Siding Spring par Schelte J. Bus. Il présente une orbite caractérisée par un demi-grand axe de 2,33 UA, une excentricité de 0,10 et une inclinaison de 6,3° par rapport à l'écliptique.
Maxime et son frère Lionel Poilâne sont deux boulangers français célèbres, Maxime, également astronome amateur, a donné son nom à cet astéroïde.